# Campeonato Sul-Americano de Futebol de 1947
O Campeonato Sul-Americano de Futebol de 1947 foi a 20ª edição da competição entre seleções da América do Sul realizada entre 30 de novembro e 31 de dezembro de 1947. 
Participaram da disputa oito seleções: Argentina, Bolívia, Chile, Colômbia, Equador, Paraguai, Peru e Uruguai. As seleções jogaram entre si em turno único. A sede da competição foi o Equador. O Brasil não participou.
A competição consagrou a geração dos anos 40 do futebol argentino que conquistou o Sul-Americano pela terceira de forma consecutiva, e pela terceira vez sem perder nenhum jogo. À época, a Associação Argentina de Futebol, com o objetivo de diminuir possíveis reclamações, estabeleceu que a linha de ataque fosse escolhida por votação popular. Foi a única competição em que Alfredo Di Stéfano atuou com a Seleção Argentina. O lendário José Manuel Moreno foi eleito o melhor jogador da competição. 

## Sede
| Guayaquil              |
| ---------------------- |
| Estádio George Capwell |
| Capacidad: 21 388      |
|                        |

## Árbitros
- Luis Alberto Fernández.
- Juan José Álvarez.
- Víctor Francisco Rivas.
- Federico Muñoz Medina.
- Mario Rubén Hayn.
- Alfredo Álvarez.

## Tabela
- Equador 2-2  Bolívia
- Uruguai 2-0  Colômbia
- Argentina 6-0  Paraguai
- Equador 0-0  Colômbia
- Argentina 7-0  Bolívia
- Peru 2-2  Paraguai
- Uruguai 6-0  Chile
- Chile 2-1  Peru
- Uruguai 3-0  Bolívia
- Chile 3-0  Equador
- Argentina 3-2  Peru
- Colômbia 0-0  Bolívia
- Paraguai 4-2  Uruguai
- Uruguai 6-1  Equador
- Argentina 1-1  Chile
- Paraguai 3-1  Bolívia
- Argentina 6-0  Colômbia
- Equador 0-0  Peru
- Paraguai 2-0  Colômbia
- Peru 5-1  Colômbia
- Paraguai 1-0  Chile
- Argentina 2-0  Equador
- Uruguai 1-0  Peru
- Peru 2-0  Bolívia
- Argentina 3-1  Uruguai
- Paraguai 4-0  Equador
- Chile 4-1  Colômbia
- Chile 4-3  Bolívia

## Classificação
| N° | Seleção   | Pts | Jog | Vit | Emp | Der | GP | GC | SG  |
| -- | --------- | --- | --- | --- | --- | --- | -- | -- | --- |
| 1° | Argentina | 13  | 7   | 6   | 1   | 0   | 28 | 4  | 24  |
| 2° | Paraguai  | 11  | 7   | 5   | 1   | 1   | 16 | 11 | 5   |
| 3° | Uruguai   | 10  | 7   | 5   | 0   | 2   | 21 | 8  | 13  |
| 4° | Chile     | 9   | 7   | 4   | 1   | 2   | 14 | 13 | 1   |
| 5° | Peru      | 6   | 7   | 2   | 2   | 3   | 12 | 9  | 3   |
| 6° | Equador   | 3   | 7   | 0   | 3   | 4   | 3  | 17 | -14 |
| 7° | Bolívia   | 2   | 7   | 0   | 2   | 5   | 6  | 21 | -15 |
| 8° | Colômbia  | 2   | 7   | 0   | 2   | 5   | 2  | 19 | -17 |

| Campeonato Sul-Americano de Futebol de 1947 |
| ------------------------------------------- |
| Argentina Campeão (9º título)               |

### Goleadores
| Jogador                | Seleção | Gols |
| ---------------------- | ------- | ---- |
| Nicolás Falero         | URU     | 8    |
| Alfredo Di Stéfano     | ARG     | 6    |
| Norberto Méndez        | ARG     | 6    |
| Leocádio Marín         | PAR     | 4    |
| Juan Bautista Villalba | PAR     | 4    |

### Melhor jogador do torneio
- José Manuel Moreno